# 이방용
이방용(1980년 5월 28일 ~ )은 대한민국의 희극 배우이다.

## 출연작

### 방송
- 웃찾사 (SBS)
- 개그투나잇 (SBS)
- 하땅사 (MBC)